# Джон Ларкіндейл
Джон Ларкіндейл (англ. John Larkindale) — новозеландський дипломат. Надзвичайний і Повноважний Посол Нової Зеландії в Україні за сумісництвом (1996—1999).

## Життєпис
З 1972 року на дипломатичній службі Нової Зеландії. Служив у посольствах Нової Зеландії за кордоном у Відні, Вашингтоні, Пекіні, Лондоні.
У 1995 році — був відповідальним за організацію наради глав урядів Співдружності (CHOGM) в Окленді.
У 1996—1999 рр. — Надзвичайний і Повноважний Посол Нової Зеландії РФ та в Україні за сумісництвом.
У 1999—2002 рр. — Надзвичайний і Повноважний Посол Нової Зеландії в Австралії.
У 2002 році — був призначений заступником міністра закордонних справ і торгівлі Нової Зеландії.
З березня 2013 року — президент Інституту державного управління Нової Зеландії.